# 반삭동물
반삭동물(半索動物, hemichordata) 또는 반색동물은 바다에 살고 벌레처럼 생긴, 후구동물의 한 분류이다. 의삭류(擬索類)라고도 불린다. 전 세계에 약 100종 정도가 있으나, 최근 대한민국에서는 부산 특별관리해역에서 간혹 발견된 적 있다. 장새강(Enteropneusta)과 익새강(Pterobranchia)으로 나뉜다. 장새강은 유연하며 얕은 물에 많이 살고, 익새강은 군체를 형성하며 심해에서 고착생활을 한다.

## 특징
몸 안에는 반삭이라는, 척삭동물의 척삭의 원시형 정도 되는 신경계가 있다. 몸은 구문부와 금부, 동부로 이루어져 있으며 순환계는 개방형이다. 한편, 반삭동물은 장체강동물로써 체강의 형성 방식이 극피동물과 비슷하며, 유생인 토르나리아 유생은 극피동물의 비핀나리아 유생과 매우 비슷하다. 또 어떤 종은 등쪽 신경색이 비어있어 척색동물의 신경색을 연상시킨다.

## 구조

반삭동물의 대표적인 예인 도토리 지렁이의 해부학적 구조이다.

반삭동물의 체제(體制)는 근육 조직으로 특징지어진다. 전후축은 앞쪽은 프로솜, 중간은 메소솜, 뒷쪽은 메타솜의 세 부분으로 나뉜다. 반삭동물의 구조를 가장 잘 이해할 수 있는 생물인 도토리 지렁이는 몸은 지렁이 모양이며, 앞에는 주머니, 중간에는 깃, 뒤에는 몸통(줄기)으로 나뉜다. 주머니 부분은 운동과 음식 입자의 수집 및 운반에 사용되는 근육과 섬모성 기관이다. 입은 주머니와 깃 사이에 위치한다. 몸통에는 아가미 부분은 천공되어 있고, 인두, 식도, 장, 말단 항문을 포함한다.
익새류의 프로솜은 이동과 coenecium 분비에 사용되는 근육과 섬모 두부 보호막에 특화되어 있다. 메소솜은 여과 섭식에 사용되는 한 쌍(Rhabdopleura 속) 또는 여러 쌍(Cephalodiscus 속)의 촉수가 뻗어 있다. 메타솜은 소화관, 생식선을 포함하고 있으며 무성애 싹에 의해 생성된 집락의 다른 개체와 개체를 연결하는 수축성 줄기로 확장된다. Cephalodiscus 속에서, 무성 생성된 개체는 성장을 완료 할 때까지 모체의 수축성 줄기에 붙어 있다. Rhabdopleura 속에서, 유생물은 일반적인 stolon 체계를 통해 집락의 나머지 부분과 영구적으로 연결되어 있다.
반삭동물은 이전에 척삭과 관련이 있다고 생각되었던 앞창자의 게실을 가지고 있지만, 이것은 상동이 아닌 수렴진화의 결과일 가능성이 높다. 적어도 초기에는 속이 빈 신경관이 몇몇 종들 사이에 존재하였으며, 아마도 그게 척삭동물과 나머지 후구동물의 공통 조상들과 공유하는 원시적인 특성일 것이다.
어떤 종들은 탄산칼슘을 생물화한다.
순환계는 개방형이다. 반삭동물의 심장은 등쪽이다.

## 발달과 성장
극피동물과 함께, 보대동물군(步帶動物群)의 반삭동물은 무척추동물의 척삭동물 중 현존하는 가장 가까운 계통발생학적 친척종이다. 따라서 이 바다 지렁이들은 척삭동물 진화의 기원의 연구에 큰 관심이 되고 있다. 이들 종들 사이에 중간 정도의 다양한 발생학적 발달이 있는 여러 가지 종의 반삭동물이 있다. 반삭동물은 둘 다 바다 지렁이의 형태인 장새강과 익새강으로 구성된 문(門)이다.
장새강은 직접적, 간접적 두 가지 발달 전략을 가진다. 간접적 발달 전략에서는 토나리아 유충 단계를 늘리는 것을 포함한다. 이 반삭동물이 성충으로 변하기 전에 표영성(漂泳性) 플랑크톤을 먹는 유충 단계에 존재한다는 것을 의미한다. 가장 광범위하게 연구된 익새강은 플리머스와 영국, 버뮤다에서 발견되는 현생 익새류 Rhabdopleura이다.
다음은 반삭동물 문(門) 중 가장 인기있는 연구 종인 Ptychodera flava 와 Saccoglossus kowalevskii 두 종에 대한 설명이다. Ptychodera flava는 간접적으로 발달했고, Saccoglossus kowalevskii는 직접적으로 발달했다. 반삭동물 발달에 자세히 나와 있는 것은 대부분 직접 발달하는 것들에게서 나온 것이다.

## Ptychodera flava

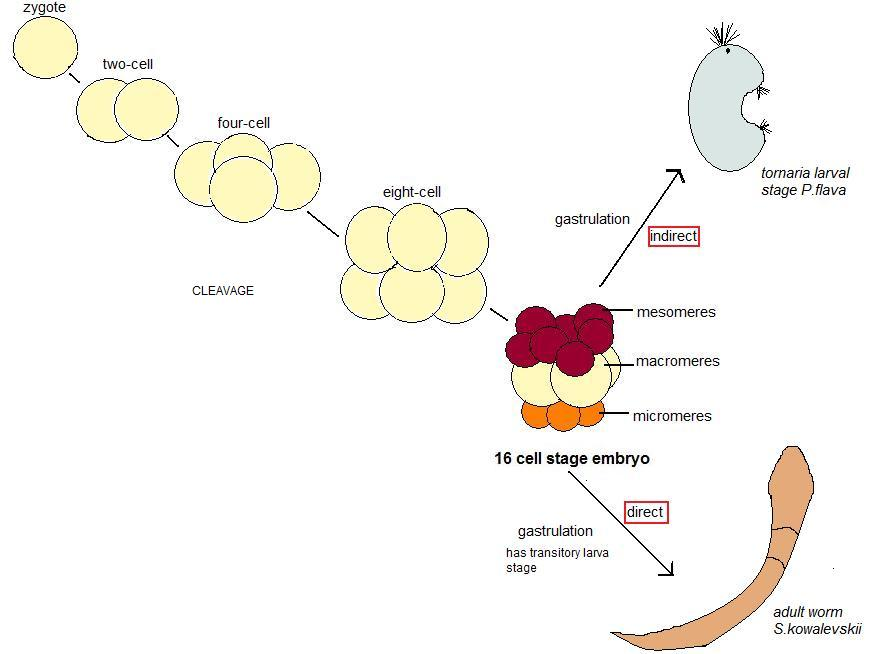
도식으로 나타낸 배아의 난할과 발달 과정

Ptychodera flava(P. flava)의 초기 갈라짐 형태는 Saccoglossus kowalevskii 와 유사하다. P. flava의 단일 세포 접합체에서 나온 첫 번째와 두 번째 분열은 동일한 분열이며, 서로 직교하며 둘 다 배아의 동물 극과 식물 극을 포함한다. 세 번째 분열은 동일하기 때문에 배아는 식물과 동물 극에 4개의 난할구를 가지고 있다. 네 번째 분할은 주로 동물 극의 난할구에서 발생하며, 가로로 균등하게 분할되어 8개의 난할구를 형성한다. 4개의 식물성 난할구는 불균등하게 나뉘며 4개의 큰 대할구와 4개의 작은 소할구를 생성한다. 일단 이 네 번째 분열이 일어나면, 배아는 16개의 세포 단계에 도달한다. P. flava는 4개의 식물성 소할구, 8개의 동물성 중분할구, 4개의 더 큰 대할구를 가진 16개의 세포 배아를 가지고 있다. 추가적인 분열은 P. flava 가 포배기를 마치고 배엽형성으로 갈 때까지 발생한다. P. flava의 동물성 중분할구는 계속해서 유충의 외배엽을 생성하는데, 동물성 난할구 또한 배아마다 정확한 기여가 다르지만 이러한 구조를 생성하는 것으로 보인다. 대할구는 후유충 외배엽를 생성하며 식물성 소할구는 내부의 내배엽계중배엽 조직을 생성한다. 다른 단계에서 배아의 잠재력에 대해 행해진 연구들은 2개의 세포 단계와 4개의 세포 단계 모두에서 P. flava의 난할구가 토나리아 유충을 발생시킬 수 있다는 것을 보여주었다. 따라서 이 배아 세포의 운명은 이 단계 이후에나 정립될 것으로 보인다.

## 사코글로수스 코왈레브스키 (Saccoglossus kowalevskii)
S. kowalevskii의 알들은 타원형이지만 수정 후 구형이 된다. 첫 번째 난할은 동물에서 식물극까지 발생하며 보통 동일한 방식으로 일어나지만 동일하지지 않을 수도 있다. 4세포기 배아에 도달하기 위한 두 번째 난할은 동물극에서 식물극까지 거의 동일한 방식으로 일어나지만 첫 번째 난할처럼 동일하지 않은 방식으로 분열할 수도 있다. 8세포기 난할은 가로로 이루어진다. 그래서 4세포기의 각 세포들은 두 개의 세포를 만든다. 네 번째 분할은 동물극의 세포에서 먼저 일어나며, 방사대칭이 아닌 8개의 중할구(mesomeres)를 만들고 그 다음 4개의 식물극의 할구가 4개의 대할구(macromeres)와 4개의 소할구(micromeres)로 나뉜다. 다섯 번째 난할은 동물 세포에서 먼저 일어나고 그 다음 식물 세포에서 일어나 32개의 할구를 형성한다. 6번째 난할은 비슷한 순서로 일어나 64개, 마지막으로 7번째 난할은 128개의 할구를 가진 포배를 끝으로 분열과정이 끝난다. 이러한 구조는 아가미 슬릿 애벌레의 체제를 결정하는 창자배 형성 운동을 통해 계속되며, 결과적으로 바다 도토리 지렁이로 발생시킨다.

## 배측-복측 반삭동물 패턴의 유전적 제어
반삭동물에 대해 행해진 많은 유전학적 연구는 척삭동물과 비교되며 행해졌고, 이 그룹에서 확인된 많은 유전 표지들이 척삭 동물에서 발견되거나 상동적이다. 이러한 연구는 특히 S. kowalevskii에 대해 행해졌고 척삭동물 S. kowalevskii는 배면에 BMP(초파리의 dpp와 상동적인 bmp 2/4와 같은 bmp 유사 인자)를 가진다. bmp 2/4의 발현은 배아의 외배엽의 측면에서 장배형성이 시작될 때 시작되며, 장배형성이 진행됨에 따라 배측 중간선으로 좁아지지만 항문 뒤 꼬리에서는 발현되지 않는다. Bmp 길항제 코르딘은 창자배 형성 중인 S. kowalevskii의 내배엽에서도 발현된다. 이러한 잘 알려진 배측화 인자 외에 배측 복부 패턴화에 관여하는 것으로 알려진 추가적인 분자들이 S. kowalevskii에도 존재하는데, 넷린 계열의 유전자 1과 2로 그룹화된 넷린이 있다. 넷린은 분자 소닉 헤지호그뿐만 아니라 척삭동물 신경계의 패턴화에 중요한 역할을 하지만, S. kowalevski는 오직 하나의 hh(헤지호그) 유전자만을 가지고 있는 것으로 밝혀졌으며, 복측 중앙선을 따라 척삭이 발달하는 일반적이지 않은 영역에서 발현되는 것으로 보인다

## 분류
반삭동물은 일반적으로 도토리 지렁이라고 불리는 장새류(의삭류)와  필석류를 포함하는 익새류로 나뉜다. 반삭동물은 극피동물문과 자매군으로 보이며, 진와충류는 반삭동물의 기본 분류군이다. 현재 반삭동물에는 130여 종이 기록되어 있으며, 특히 심해에서 많은 새로운 종이 발견되고 있다.

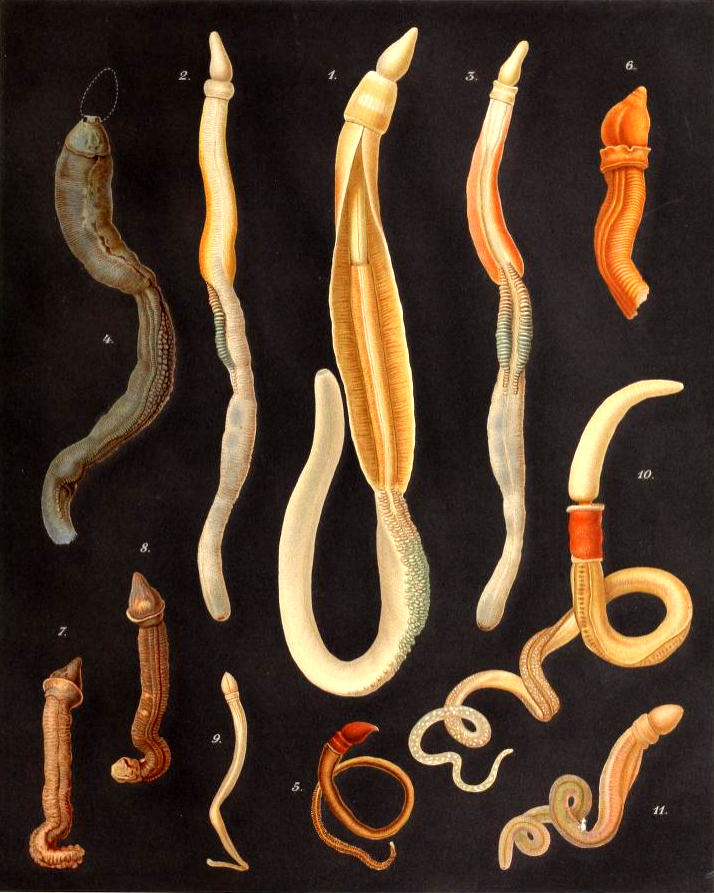
장새류

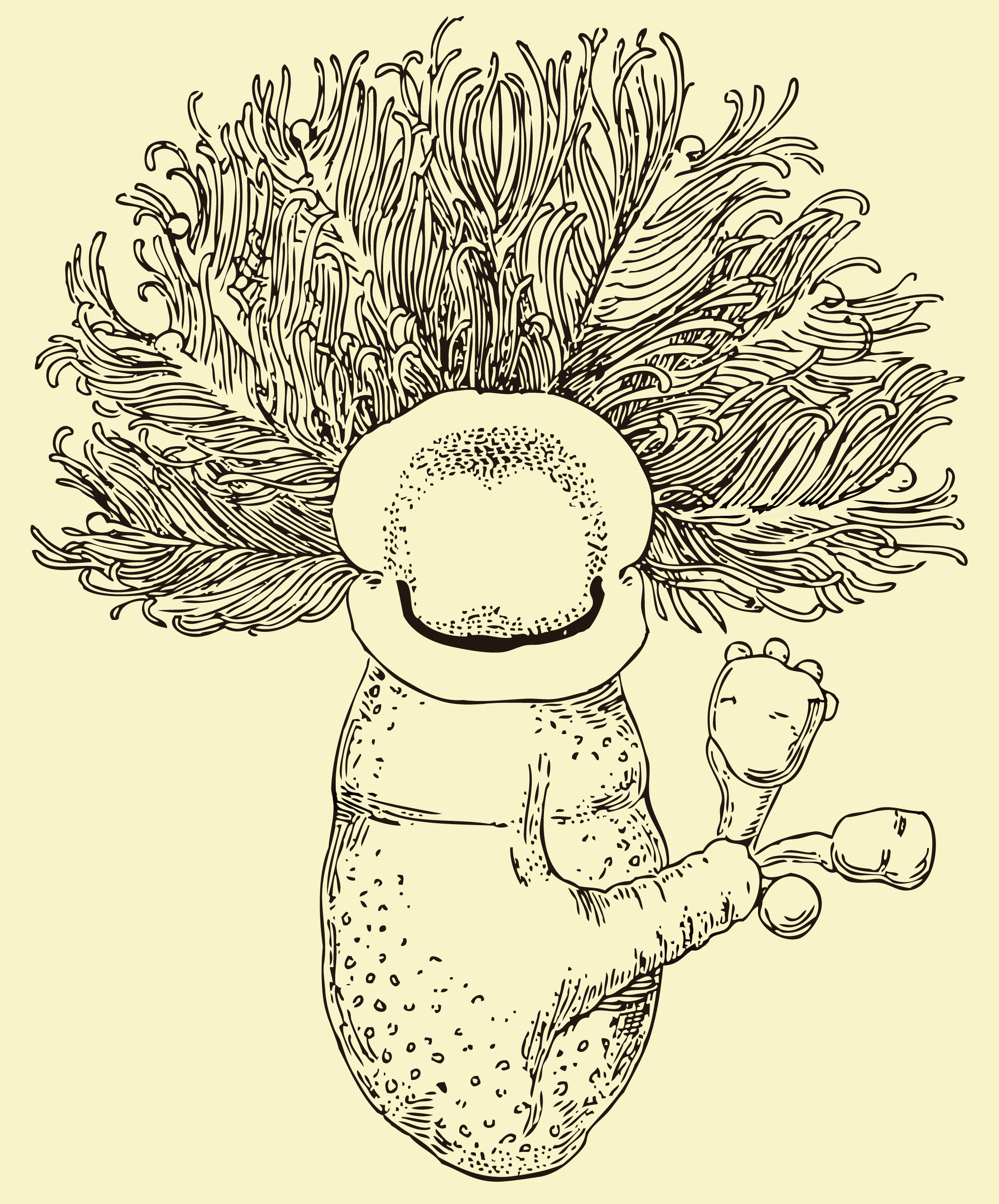
익새류